# Tou BeAv
Le quinzième jour du mois d’av (hébreu : ט״ו באב tou bèav) est, selon la tradition rabbinique, l'un des jours les plus joyeux de l'année juive à l'époque des Temples de Jérusalem.
Il s'agit actuellement d'une fête juive mineure, considérée comme un jour particulièrement propice aux mariages et au cours duquel les manifestations de deuil sont proscrites.

## Tou Beav dans les sources juives

### Dans la Bible hébraïque
Il n'est nulle part dans la Bible hébraïque fait état d'une fête au « quinzième jour du cinquième mois », ainsi que le 15 av aurait dû y être appelé. Cependant, elle est évoquée, selon les Sages, lorsqu'il est fait mention de cette « fête à YHWH », célébrée d'année en année, à la fin du Livre des Juges.
Selon ce récit, la concubine d'un Lévite meurt des suites de son viol par des jeunes Benjaminites (de Guiva) ; une guerre tribale s'ensuit, suivie de l'ostracisation des Benjaminites du reste d'Israël. Cependant, afin d'éviter la disparition d'une tribu israélite, les Anciens de l'assemblée leur suggèrent de se rendre à « une fête à YHWH célébrée annuellement à Silo […] lorsque vous verrez les filles de Silo sortir pour danser en chœur, vous sortirez vous-mêmes des vignes, vous enlèverez chacun une femme parmi les filles de Silo, et vous vous en irez au pays de Benjamin ».

### Dans la Mishna et les Talmuds
Cette cérémonie se produisant dans les vignobles (que la Bible associe allégoriquement à l'amour) a lieu, selon les Sages de la Mishna, à Yom Kippour et le 15 av. C'étaient les deux jours les plus joyeux en Israël, aux dires du patriarche Shimon ben Gamliel ; tous les jeunes célibataires de Jérusalem sortaient danser dans les vignobles avec des habits blancs qui leur ont été prêtés (afin que les riches ne fassent pas honte aux pauvres), les filles invitant les garçons à les prendre.
La Mishna ne donne pas les raisons de cette célébration, ni celles de l'affirmation de Rabban Shimon ben Gamliel.
Selon la Meguilat Taanit, rédigée environ un siècle auparavant, le 15 av était le jour du korban etzim (« offrande des arbres »), au cours duquel les cohanim, les leviim et de nombreux laïcs apportaient du bois à brûler en grande quantité à l'autel des offrandes ; le climat rendait le bois assez sec pour qu'il soit certain qu'il ne contenait pas de vers (ce qui l'aurait rendu impropre à un usage saint) et qu'il ne soit plus nécessaire d'en couper en forêt, probablement jusqu'au 15 shevat (les commentateurs médiévaux font remarquer que de même que le raccourcissement des jours, l'allongement des nuits devient perceptible et qu'il convient d'étudier davantage chaque nuit). 
Flavius Josèphe mentionne aussi cette fête sous le nom de τῆς τῶν ξυλοφορίων (tès tôn xylophorion, « fête d'apport du bois ») mais donne la date du 14 av (loos).
Les docteurs du Talmud proposent quant à eux six explications : outre le jour du korban etzim et la permission donnée aux Benjaminites de s'unir aux filles d'Israël (cf. supra), c'est un 15 av que :
- les tribus furent autorisées à se marier entre elles, à la suite de l'épisode des filles de Tselof'had[10]
- le roi Osée retira les sentinelles placées par Jéroboam pour empêcher les Israélites de se rendre au Temple de Jérusalem lors des fêtes de pèlerinage (le Talmud de Jérusalem fait remarquer qu'il ne rendit pas le culte de YHWH obligatoire mais permit de pratiquer le culte de façon libre. Il demeure pour cette raison un roi qui « fit le mal aux yeux de YHWH » et voit sous son règne l'Assyrie envahir son royaume et déporter sa population[11])
- les gens de la génération du désert constatèrent que le décret divin condamnant les Israélites de la génération des explorateurs à mourir dans le désert, avait pris fin[12]
- l'autorisation fut donnée aux Juifs d'enterrer les morts de la forteresse de Betar (dernier bastion des insurgés lors de la révolte de Bar Kokhba).

La plupart de ces explications comportent un motif de pardon, justifiant la comparaison du 15 av à Yom Kippour. De plus, comme les deux dernières raisons données ci-dessus marquent la fin de deux décrets par lesquels on justifie le jeûne du 9 av et qu'une tradition veut que le Temple soit reconstruit le mois où il a été détruit, certains en ont déduit que cet évènement aurait lieu le 15 av.

## Observance de Tou Beav
Le Talmud n'indique pas comment marquer la joie le 15 av. Le Maharil, décisionnaire médiéval rhénan, écrit qu'en la plupart des endroits, excepté à Mayence et à Worms (encore sous le coup des croisades), on ne récite pas l'office de supplications le matin. Cette coutume se généralise ultérieurement à l'ensemble des communautés ; il est interdit de jeûner en ce jour, même pour les fiancés avant leur mariage. Certains ont également décrété ce jour propice aux mariages.
Il convient, à dater de ce jour, de rallonger l'étude pendant les nuits. C'est aussi à partir de ce jour que ceux qui observent quarante jours de jeûne avant Roch Hachana commencent à jeûner (car on ne peut pas jeûner à chabbat ni lors de la néoménie du mois d’eloul).

## Le 15 av en Israël
Le 15 av ayant une signification vaguement agricole, plusieurs tentatives furent menées dans le mouvement du kibboutz pour le célébrer sous forme de fête de la tonte ou de la vigne, sans succès.
La présentation du 15 av comme fête de l’amour et des amoureux, à l'instar du 14 février, a connu un succès modéré. Les concerts jusqu'à l'aube, dont le plus célèbre se tient sur la plage de Tsemah, au sud de Tibériade, y sont devenus une nouvelle tradition parmi le public laïc, indépendamment de tout contexte « religieux ».
Certains affirment que cette coïncidence n'est en rien fortuite et que le 15 av comme le 14 février seraient les avatars d'une fête païenne ou agricole (ayant lieu à la moitié de la saison des vendanges). Dans la première hypothèse, elles seraient à rapprocher des fêtes de la mi-été, célébrées avec des feux d'artifice comme autrefois en Syrie et actuellement lors de certains mariages. Dans la seconde hypothèse, elles proviendraient des rondes de jeunes filles qui avaient lieu dans tout le Moyen-Orient antique, afin de fertiliser la terre et les vignes.